# Lastomír

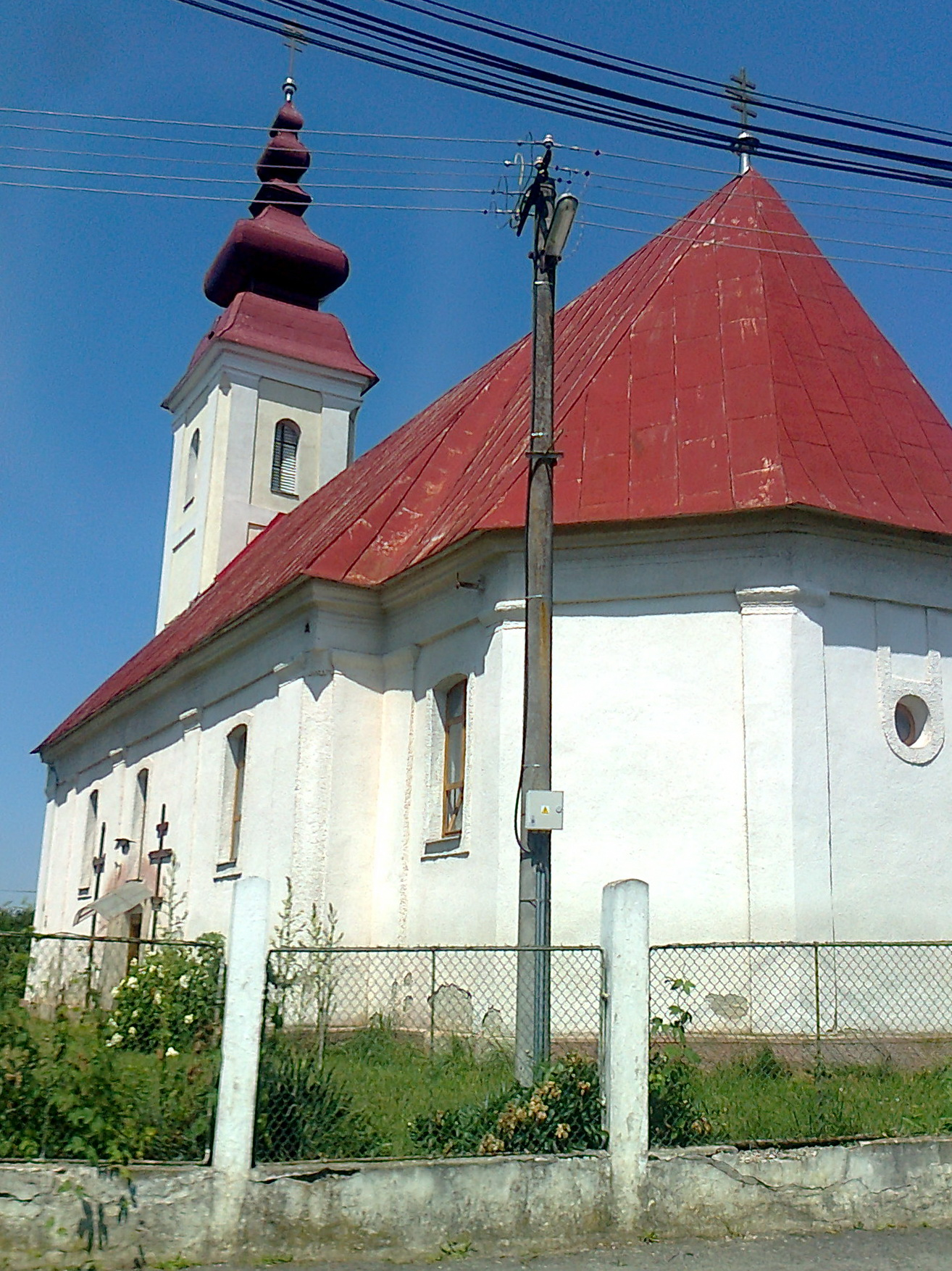
Griechisch-katholische Pfarrkirche der Pfingstgemeinde in Lastomír

Lastomír (ungarisch Lasztomér) ist eine Gemeinde im Osten der Slowakei mit 1243 Einwohnern (Stand 31. Dezember 2024), die zum Okres Michalovce, einem Teil des Košický kraj, gehört und in der traditionellen Landschaft Zemplín liegt.

## Geographie
Die Gemeinde befindet sich im Nordteil des Ostslowakischen Tieflands am linken Ufer des Laborec. Das Ortszentrum liegt auf einer Höhe von 111 m n.m. und ist sieben Kilometer von Michalovce entfernt.
Nachbargemeinden sind Michalovce (Stadtteile Močarany und Vrbovec) im Norden, Zemplínska Široká im Osten, Žbince im Süden, Vrbnica im Südwesten und Šamudovce im Westen.

## Geschichte
Lastomír wurde zum ersten Mal 1288 als Lezthemer schriftlich erwähnt und war jahrhundertelang ein Besitz des niederen Adels. Im Spätmittelalter handelte es sich um ein großes Dorf, wobei im Zeitraum zwischen 1420 und 1460 1305 bis 1680 Einwohner im Ort gelebt haben sollten. Zeitweise gab es zudem zwei Orte, Malý (also Klein-) und Veľký (Groß-)Lastomír. Das 16. und 17. Jahrhundert wurde von ständigen kriegerischen Auseinandersetzungen und Standesaufständen begleitet, die sich auch im Ortsbild widerspiegelten. 1556 brannte das ganze Dorf, 1600 standen 30 Häuser im Ort, allerdings war Lastomír den Plünderungen ausgesetzt. 1715 gab es sieben bewohnte Ansiedlungen und 27 verlassene. 1828 zählte man 137 Häuser und 1001 Einwohner, die als Landwirte und Obstbauern beschäftigt waren. 1832 war eine Zuckerfabrik im Ort ansässig. Zwischen 1880 und 1910 wanderten viele Einwohner wegen Armut aus.
Bis 1918/1919 gehörte der im Komitat Semplin liegende Ort zum Königreich Ungarn und kam danach zur Tschechoslowakei beziehungsweise heute Slowakei.

## Bevölkerung
| Jahr                | 1994 | 2004    | 2014    | 2024    |
| ------------------- | ---- | ------- | ------- | ------- |
| Anzahl der Personen | 1174 | 1159    | 1153    | 1243    |
| Unterschied         |      | −1,27 % | −0,51 % | +7,80 % |

| Jahr                | 2023 | 2024    |
| ------------------- | ---- | ------- |
| Anzahl der Personen | 1246 | 1243    |
| Unterschied         |      | −0,24 % |

Nach der Volkszählung 2011 wohnten in Lastomír 1163 Einwohner, davon 1063 Slowaken, 45 Roma, sieben Ukrainer, sechs Tschechen, drei Russinen und ein Magyare. 40 Einwohner machten keine Angabe zur Ethnie.
348 Einwohner bekannten sich zur römisch-katholischen Kirche, 259 Einwohner zur reformierten Kirche, 218 Einwohner zur orthodoxen Kirche, 109 Einwohner zur griechisch-katholischen Kirche, 31 Einwohner zur Evangelischen Kirche A. B., 16 Einwohner zu den Zeugen Jehovas sowie jeweils ein Einwohner zu den Siebenten-Tags-Adventisten und zur apostolischen Kirche; zwei Einwohner bekannten sich zu einer anderen Konfession. 54 Einwohner waren konfessionslos und bei 124 Einwohnern wurde die Konfession nicht ermittelt.

## Bauwerke und Denkmäler
- reformierte Kirche aus dem 17. Jahrhundert, nach 1900 im neoklassizistischen Stil umgebaut
- griechisch-katholische Kirche im neoklassizistischen Stil aus dem Jahr 1891
- römisch-katholische Heilig-Geist-Kirche aus dem Jahr 1996
- orthodoxe Kirche aus dem Jahr 1994
- Landschloss im klassizistischen Stil aus dem Anfang des 19. Jahrhunderts, nach mehreren Umbauten heute Sitz der örtlichen Grundschule

## Verkehr
Lastomír ist über die Straße 3. Ordnung 3744 (Michalovce–Budkovce) erreichbar. Der nächste Bahnhof ist der sieben Kilometer entfernte Bahnhof Michalovce an der Bahnstrecke Michaľany–Łupków.